# ديفيد شاند (لاعب هوكي جليد)
ديفيد شاند هو لاعب هوكي جليد كندي، ولد في 11 أغسطس 1956 في كولد لايك في كندا.

## وصلات خارجية
- ديفيد شاند على موقع دوري الهوكي الوطني (الإنجليزية)
- ديفيد شاند على موقع قاعة مشاهير الهوكي (لاعب أن.إتش.أل) (الإنجليزية)
- ديفيد شاند على موقع EliteProspects.com (الإنجليزية)
- ديفيد شاند على موقع HockeyDB.com (الإنجليزية)
- ديفيد شاند على موقع Hockey-Reference.com (الإنجليزية)